# Furistír
Furistír è una raccolta di poesie di Raffaello Baldini, in dialetto santarcangiolese, che ha vinto il Premio Viareggio nel 1988.
Ha costituito un "caso" letterario ed è stato oggetto di attenzione da parte di numerosi critici, anche perché è stata la prima volta che un premio di rinomanza nazionale è stato assegnato a un testo in dialetto.
Già al momento dell'assegnazione del premio i poeti Giorgio Caproni e Giovanni Giudici contestarono la scelta. Caproni affermò che il dialetto era una lingua ignota, e Giudici sostenne che il dialetto era una lingua «di per sé misteriosa, un artificio», per cui scrivere poesia in dialetto era «come nuotare con le pinne».